# Nanorana gammii
Nanorana gammii é uma espécie de anfíbio anuro da família Dicroglossidae. Está presente na Índia. A UICN classificou-a como deficiente de dados.